# Poddębice
Poddębice (prononciation [pɔdːɛmˈbʲit͡sɛ]) - (en allemand : Poddembice, en 1943–1945 Wandalenbrück) est une ville, située dans le powiat de Poddębice, dans la voïvodie de Łódź, dans la partie centrale de la Pologne.
La ville est le chef-lieu du powiat de Poddębice et de la gmina mixte de Poddębice.

## Administration
De 1975 à 1998, la ville était attachée administrativement à l'ancienne voïvodie de Sieradz.
 
Depuis 1999, elle fait partie de la nouvelle voïvodie de Łódź.

## Galerie

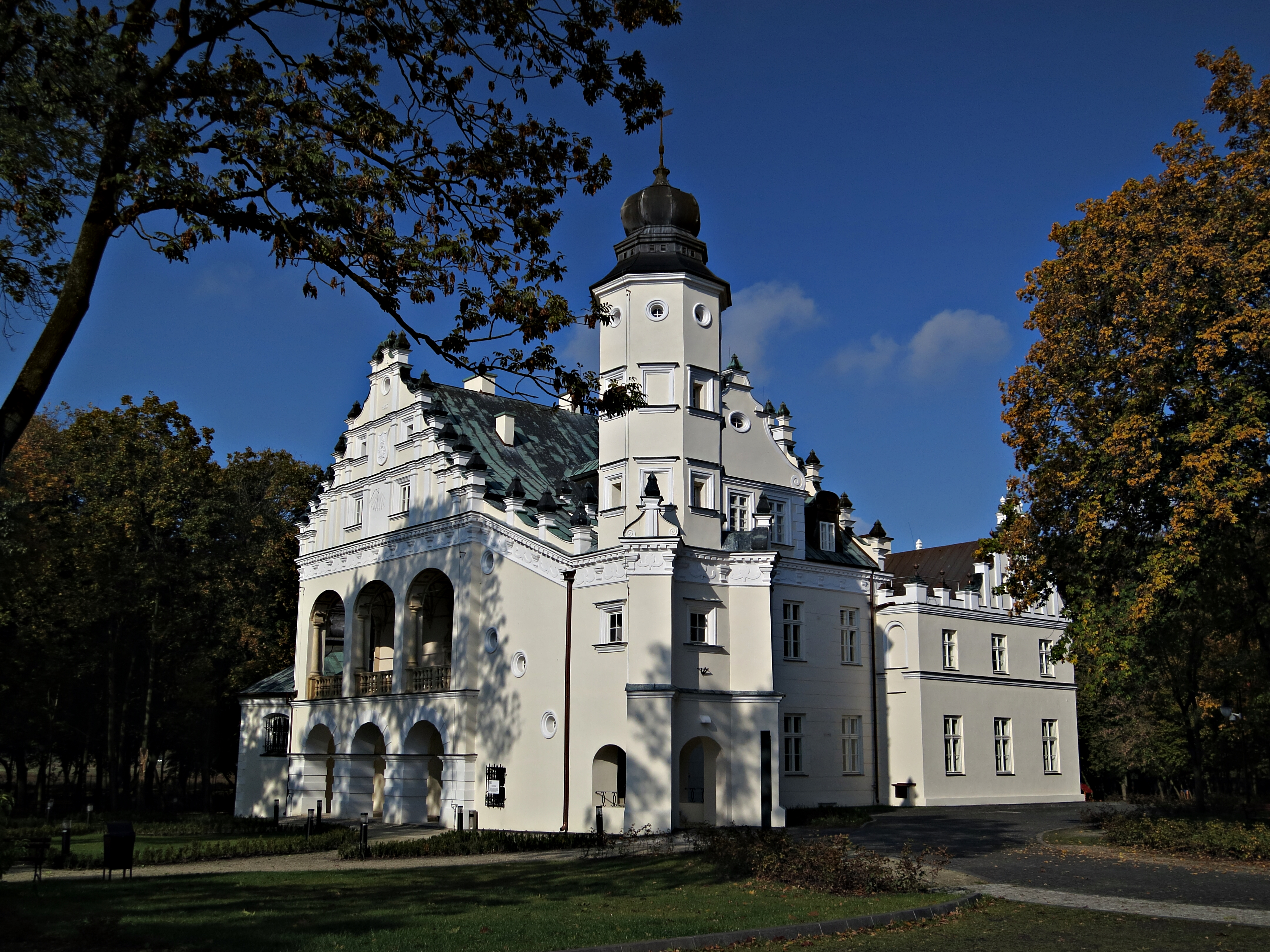
Palais de Poddębice
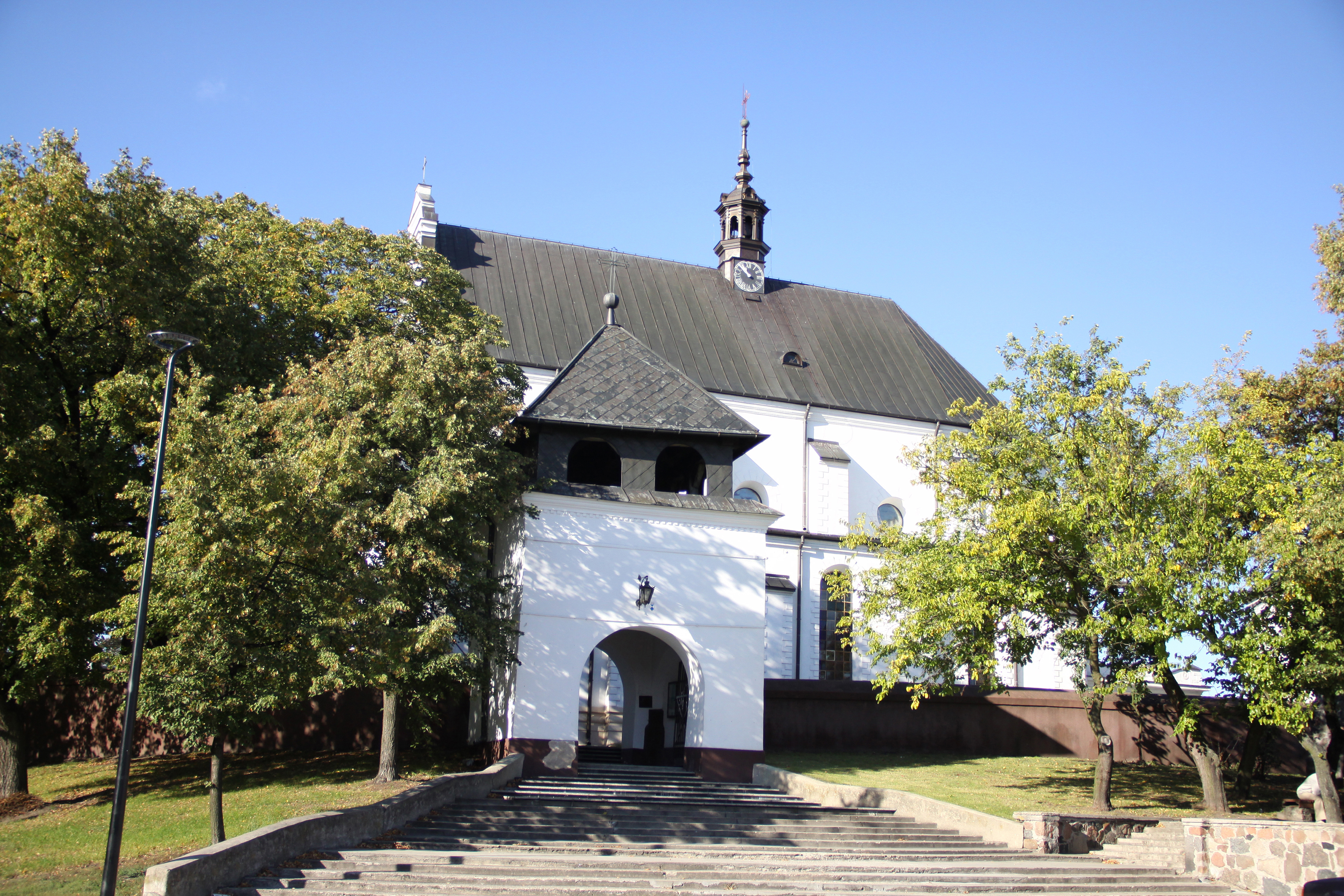
Eglise

## Liens
- Mairie